# Ridin' the Storm Out
| 전문가 평가 | 전문가 평가 |
| 평가 점수   | 평가 점수   |
| 출처        | 점수        |
| ----------- | ----------- |
| Allmusic    | [ 1 ]       |

《Ridin' the Storm Out》은 1973년 12월 21일에 발매된 미국의 록 밴드 REO 스피드왜건의 세 번째 스튜디오 음반이다. 1981년 빌보드 200 차트에서 171위로 정점을 찍었고, 1989년 플래티넘 상태에 도달했다.

## 배경
이 음반은 마이크 머피가 보컬로 참여한 첫 번째 음반이었다. 세션은 케빈 크로닌으로 시작했지만, 창의적인 차이 때문에 음반이 끝나기 전에 밴드를 떠났다. 타이틀곡은 크로닌이 밴드로 돌아온 후, 그들의 라이브 음반에서 나중에 그 밴드의 히트곡이 되었다. 이 노래는 콜로라도주 볼더에서 열린 공연 후, 툴라기라는 이름의 바에서 밴드가 혹독한 겨울 눈보라 속에 갇혀있는 것을 나타낸다.
이 음반에는 스티븐 스틸스의 새로운 작곡인 〈Open Up〉이 포함되어 있는데, 이 곡은 《Stephen Stills 2》의 〈Know You Got to Run〉이 본질적으로 이 곡의 초기 버전이지만 스틸스 자신이나 그의 밴드가 녹음한 적이 없다. 〈Know You Got to Run〉은 구절로만 구성되어 있고 침울한 어쿠스틱 포크 편곡을 사용하는 반면, 〈Open Up〉은 코러스를 포함하고 업 템포의 록 편곡을 사용한다.
《레코드 월드》는 타이틀곡에 대해 "하드 록 기타 사운드와 하모니 보컬이 잘 혼합되어 있다"고 말했다.

## 곡 목록
| #  | 제목                     | 작사·작곡     | 재생 시간 |
| -- | ------------------------ | ------------- | --------- |
| 1. | 〈Ridin' the Storm Out〉 | 게리 리치래스 | 4:12      |
| 2. | 〈Whiskey Night〉        | 리치래스      | 4:42      |
| 3. | 〈Oh Woman〉             | 리치래스      | 2:46      |
| 4. | 〈Find My Fortune〉      | 리치래스      | 2:53      |
| 5. | 〈Open Up〉              | 스티븐 스틸스 | 3:31      |

| #   | 제목                                      | 작사·작곡   | 재생 시간 |
| --- | ----------------------------------------- | ----------- | --------- |
| 6.  | 〈Movin'〉                                | 케빈 크로닌 | 3:20      |
| 7.  | 〈Son of a Poor Man〉                     | 리치래스    | 3:44      |
| 8.  | 〈Start a New Life〉                      | 리치래스    | 3:50      |
| 9.  | 〈It's Everywhere〉                       | 크로닌      | 3:26      |
| 10. | 〈Without Expression (Don't Be the Man)〉 | 테리 리드   | 3:51      |

## 인증
| 국가                       | 인증     | 판매량/출하량 |
| -------------------------- | -------- | ------------- |
| 미국 (RIAA)                | 플래티넘 | 1,000,000^    |
| ^출하량을 기반으로 한 인증 |          |               |